# Eugenia costatifructa
Eugenia costatifructa är en myrtenväxtart som beskrevs av Mazine. Eugenia costatifructa ingår i släktet Eugenia och familjen myrtenväxter. Inga underarter finns listade i Catalogue of Life.